# Křižáček
Křižáček je český film režiséra Václava Kadrnky z roku 2017. Vypráví o devítiletém Jeníkovi, potomkovi hradního pána Bořka ze Svojanova, který ovlivněn dětskou křížovou výpravou utíká z domova. Děj se odehrává na začátku 13. století. Film je inspirován básní Jaroslava Vrchlického Svojanovský křižáček. Film byl jako jediný český zástupce uveden v hlavní soutěži festivalu v Karlových Varech v červenci 2017 a získal zde hlavní cenu pro nejlepší film Křišťálový glóbus jako první český film po patnácti letech od Roku ďábla.

## Výroba
Film se natáčel v italských regionech Apulie a Kalábrie a na Sardinii.

## Obsazení
| Karel Roden     | otec, rytíř Bořek                |
| Aleš Bílík      | rytíř Szimko                     |
| Matouš John     | syn Jeník                        |
| Jiří Soukup     | poustevník                       |
| Michal Legíň    | uhlíř                            |
| Jana Oľhová     | hostinská                        |
| Ivan Krúpa      | hostinský                        |
| Eliška Křenková | dívka v roli anděla              |
| Tomáš Bambušek  | vypravěč divadelního představení |

## Recenze
- Jindřiška Bláhová, Respekt
- Rimsy, MovieZone.cz
- Vít Schmarc, Rozhlas.cz
- František Fuka, FFFilm